# Carl-Ivar Pesula
Carl-Ivar Pesula, född 1938 i Haparanda, död 6 maj 2013, var en svensk officer i Armén.

## Biografi
Pesula är född i nuv. Haparanda kommun. Pesula blev efter fullgjord värnplikt fänrik i Armén 1956. Efter examen 1962 utnämndes han till officer, till kapten 1970, till major 1973, till överstelöjtnant 1978, till överstelöjtnant mst 1981, till överste 1984, och till överste av 1:a graden 1990.
Pesula inledde sin militära karriär i Armén 1962 vid Bodens artilleriregemente (A 8). År 1964 tjänstgjorde han i Svenska Cypernbataljonerna, vilka var stationerade i Cypern under FN-mandat. Åren 1973–1975 var han lärare vid Militärhögskolan (MHS). Åren 1978–1980 var han linjechef vid Militärhögskolan. Åren 1980–1982 var han bataljonschef. Åren 1982–1984 var han sektionschef vid Övre Norrlands militärområde (Milo ÖN). Åren 1984–1987 var han chef för operationsledningen (Opl) vid Övre Norrlands militärområde. Åren 1987–1990 var han regementschef för Svea artilleriregemente (A 1). Åren 1990–1992 var han återigen chef för operationsledningen vid Övre Norrlands militärområde. 1992 var han tjf stabschef vid  Övre Norrlands militärområde. Åren 1994–1997 var han chef för Arméns artillericentrum (ArtC) och tillika artilleriinspektör.
Pesula gick i pension och lämnade Försvarsmakten 1998. Pesula blev Sveriges sista artilleriinspektör i samband med att titeln och rollen utgick 1997.